# Курка, Ян
Ян Курка (чеш. Jan Kůrka, 29 мая 1943, Пельгржимов, Чехословакия) — чехословацкий стрелок, выступавший в дисциплине малокалиберная винтовка пулевой стрельбы. Олимпийский чемпион 1968 года.

## Карьера
Ян Курка вошёл в историю стрелкового спорта, став чемпионом Олимпийских игр 1968 года в Мехико в дисциплине малокалиберная винтовка лёжа, дистанция 50 метров. Спустя год он стал он завоевал 3 медали (1 серебряную и 2 бронзовые) на чемпионате Европы. Является 12-кратным чемпионом Чехословакии.
После окончания спортивной карьеры стал тренером, в 2016 году был избран депутатом от Пльзеньского края.
28 октября 2013 года президент Чехии Милош Земан наградил Яна Курку медалью «За заслуги» I степени.

## Ссылка
- Профиль на сайте issf-sports.org